# فابین لاورنتی
فابین لاورنتی (انگلیسی: Fabien Laurenti؛ زادهٔ ۶ ژانویهٔ ۱۹۸۳) بازیکن فوتبال اهل فرانسه است.
از باشگاه‌هایی که در آن بازی کرده‌است می‌توان به باشگاه فوتبال المپیک مارسی، باشگاه فوتبال استاد برستوا ۲۹، باشگاه فوتبال آژاکسیو، و باشگاه فوتبال لانس اشاره کرد.
وی همچنین در تیم ملی فوتبال زیر ۲۱ سال فرانسه بازی کرده‌است.